# Eophyllophila
Eophyllophila – rodzaj muchówek z rodziny rączycowatych (Tachinidae).

## Wybrane gatunki
- E. elegans Townsend, 1926[1]
- E. includens (Walker, 1859)[1]
- E. filipes Townsend, 1927[1]